# Сега, Роналд Майкл
Ро́налд «Рон» Майкл Сега́ (англ. Ronald «Ron» Michael Sega; род. 1952) — астронавт НАСА. Совершил два космических полёта на шаттлах: STS-60 (1994, «Дискавери») и STS-76 (1996, «Атлантис»), генерал-майор ВВС США.

## Личные данные и образование
Роналд Сега родился 4 декабря 1952 года в городе Македония, Огайо, где в 1970 году окончил среднюю школу. В 1974 году получил степень бакалавра в области математики и физики в Академии ВВС США, в городе Колорадо-Спрингс, штат Колорадо. В 1975 году получил степень магистра в области физики в Университете Огайо. В 1982 году получил звание доктора наук в области электротехники и инженерное образование в Университете штата Колорадо..

## До НАСА
В 1974 году стал служить в ВВС США. В 1976 году получил квалификацию лётчика ВВС и до 1979 года служил лётчиком-инструктором на авиабазе Уилльямс, в штате Аризона. С 1979 по 1982 он работал на физическом факультете Академии ВВС США, где он спроектировал и построил лабораторную установку для исследования микроволнового поля с помощью инфракрасной техники, за что получил докторскую степень в области электротехники. В 1982 году он поступил на факультет Университета Колорадо в городе Колорадо-Спрингс в качестве доцента на кафедру электротехники и вычислительной техники. В 1985 году он был назначен адъюнкт-профессором, в 1990 году стал профессором. С 1987 по 1988 год он занимал должность технического директора в Научно-исследовательской Лаборатории Академии ВВС США (лазеры и аэрокосмическая механика). С 1989 по 1990 год был адъюнкт-профессором физики в Университете Хьюстона, изучал в этом Космическом Центре вакуумную эпитаксию, и в настоящее время является адъюнкт-профессором физики. Как пилот, Сега имеет налёт свыше 4 000 часов..

## Подготовка к космическим полётам
В январе 1990 года был зачислен в отряд НАСА в составе тринадцатого набора, кандидатом в астронавты. Стал проходить обучение по курсу Общекосмической подготовки (ОКП). По окончании курса, в июле 1991 года получил квалификацию «пилот шаттла» и назначение в Офис астронавтов НАСА. В НАСА он стал заниматься рабочими системами дистанционного манипулятора (RMS), отладкой программного обеспечения в Лаборатории электронного оборудования шаттлов, входил в группы поддержки экипажей. С ноября 1994 года по март 1995 года являлся координатором НАСА в Центре подготовки космонавтов (ЦПК) имени Ю. А. Гагарина в Звёздном городке, Россия.

## Полёты в космос
- Первый полёт — STS-60[3], шаттл «Дискавери». C 3 по 11 февраля 1994 года в качестве «специалиста пилота». К основным задачам экспедиции STS-60, помимо нескольких научных экспериментов[4], относятся эксперименты по международной программе «ОДЕРАКС», направленной на обнаружение малоразмерных космических объектов и калибровке радаров и оптических средств в целях отслеживания космического мусора[5], запуск спутника WCF и работы с модулем Спейсхэб. Отделяемый спутник WCF (англ. Wake Shield Facility) предназначен для выращивания тонких плёнок (подложек) из полупроводникового материала методом молекулярно-пучковой эпитаксии в условиях чрезвычайной чистоты окружающей среды и высококачественного (примерно в 10 000 раз выше, чем в земных лабораториях) вакуума. Аппарат являлся прототипом будущих установок по производству материалов для микроэлектроники, и так как на Земле высокий вакуум труднодостижим, эксперимент был направлен на попытку вынести установку в открытый космос (и получить семь образцов тонкоплёночной подложки)[6]. Экспедиция STS-60 являлась вторым полётом, где использовался коммерческий лабораторный модуль Спейсхэб. В лаборатории были размещены 12 экспериментов в области биологических исследований и микрогравитации, подготовленные центрами коммерческих разработок НАСА[6]. Продолжительность полёта составила 8 суток 7 часов 10 минут[7].

- Второй полёт — STS-76[8], шаттл «Атлантис». C 22 по 31 марта 1996 года в качестве «специалиста пилота». Основными задачами миссии STS-76 были доставка на орбитальную станцию «Мир» необходимых грузов (в частности, 590 кг воды и 862 кг оборудования[9]): за отсеком со стыковочной системой шаттла (ODS), в отсеке полезной нагрузки был герметичный модуль «Spacehab-SM» (от англ. Single Module). Были проведены ряд медикобиологических и технологических экспериментов[10]. Продолжительность полёта составила 9 суток 5 часов 17 минут[11].

Общая продолжительность полётов в космос — 17 дней 12 часов 25 минут.

## После полётов
Он является автором и соавтором более 100 научных публикаций. Доктор Сега покинул НАСА 1 июля 1996 года и стал деканом Колледжа инженерии и прикладных наук, в Университете Колорадо в Колорадо-Спрингс. 29 июня 2005 года Указом Президента США Джорджа Буша Сега назначен заместителем министра ВВС США.

## Награды и премии
Награждён: Медаль «За космический полёт» (1994 и 1996) и другие.